# Церковь Богоматери Помощницы Христиан (Люблин)
Церковь Богоматери Помощницы Христиан (пол. Kościół Matki Bożej Wspomożenia Wiernych), или Церковь салезианцев во имя Богоматери Помощницы Христиан (пол. Kościół Salezjanów pw. Matki Bożej Wspomożenia Wiernych), — бывший храм монастыря францисканцев и церковь  салезианцев, ныне приходская церковь католической архиепархии Люблина в Польше. Храм расположен на улице Калиновщизна. С 13 марта 1967 года является памятником архитектуры под номером А/266.

## История
В 1620 году ксёндз Войцех Зузевич подарил монахам — францисканцам-конвентуалам принадлежавший ему участок земли в Люблине, который находился у холма Гродзиск, близ еврейского кладбища. Дар был подтверждён королём Сигизмундом I 8 декабря 1620 года. В 1621 году трудами монахов и мирян-благотворителей здесь возвели деревянную церковь Святого Лаврентия, в которой хранился чудотворный образ Богоматери.
С 1635 по 1649 год на месте деревянной была построена кирпичная церковь Богоматери Ангельской и Святого Франциска. Храм был возведён в стиле люблинского ренессанса. Церковь была освящена епископом Николаем Оборским, краковским викарием. Сюда был перенесён чудотворный образ Богоматери. В 1689 году вокруг храма был возведён монастырский комплекс, также в стиле люблинского ренессанса. Монастырские здания строили на болотистой земле. По этой причине фундамент построек укрепляли дубовыми балками. Во время войны 1812—1813 годов французская армия устроила в храме военный склад. В 1817 году монастырь францисканцев в Люблине был упразднён российскими властями. В зданиях монастыря расположился военный госпиталь. Затем здесь находились ткацкая фабрика, мыловаренный и свечной заводы.
В 1913 году комплекс приобрёл предприниматель Тадеуш Вайсберг, перешедший из иудаизма в католицизм. В 1927 году церковь и монастырь были переданы салезианцам, которые восстановили храм. В ходе реконструкции под руководством архитектора Бруно Зборовского здание было разделено на три уровня; в итоге сегодня в нём есть две церкви — нижняя и верхняя. В 1930 году храм был освящён во имя Богоматери Помощницы Христиан. После Второй мировой войны большая часть монастырских построек была занята государственными учреждениями. Только 30 ноября 1975 года архиепископ Болеслав Пилак смог открыть в нижней церкви приход Богоматери Помощницы Христиан.